# Rebecca Soler
Rebecca Soler (24 augustus) is een Amerikaans stemactrice en actrice. Soler heeft werk geleverd voor productiebedrijven als 4Kids Entertainment, NYAV Post, Central Park Media en DuArt Film and Video. Ze was voorlezer van de luisterboekenserie The Lunar Chronicles en speelde  Martina in Becoming Cuba. Momenteel woont ze in New York.

## Biografie

### Levensloop
Soler groeide op in Boston. Tijdens haar middelbareschooltijd verhuisde ze naar Sugar Land. Ze stuurde aan de Carnegie Mellon University

### Carrière
Solers stem was in de afgelopen 8 jaar te horen aan karakters uit animatieseries zoals Huntik, Viva Piñata, Teenage Mutant Ninja Turtles, Pokémon, Yu-Gi-Oh! Zexal, Winx Club en Chaotic die waren uitgezonden door de zenders "CW", "Fox", "Nickelodeon" en "4Kids"
In 2006 was Soler door fans van de Outlanders pol geselecteerd om de stem van Battia te doen in de Central Park Media versie van de anime Outlanders..

## Filmografie

### Anime
- Outlanders - Battia (Central Park Media) (2006)
- Magical DoReMi - Reanne (2005)
- Pokémon 8: Lucario en het Mysterie van Mew - Kidd (2006)
- Yu-Gi-Oh! Zexal - Hart Tenjo en Kari Tsumoki (2011)
- Ikki Tousen: Dragon Destiny - Shimei en Koumei (2009)

### Animatie
| Jaar       | Serie                                              | Rol                                    | Opmerking |
| ---------- | -------------------------------------------------- | -------------------------------------- | --------- |
| 2003       | Teenage Mutant Ninja Turtles (animatieserie, 2003) | Joi Reynard                            |           |
| 2006       | Viva Piñata                                        | Ella Elephanilla en Simone Cinnamonkey |           |
| 2006       | Chaotic                                            | Sarah                                  |           |
| 2006-2007  | Winx Club (4Kids Entertainment)                    | Tecna                                  | Seizoen 3 |
| 2009       | Huntik                                             | Sophie                                 |           |
| 2009       | Turtles Forever                                    | April O'Neil 1987                      |           |
| 2015-heden | Winx Club (DuArt Film and Video)                   | Stella                                 | Seizoen 7 |

### Videospellen
- Red Dead Redemption - Miranda Fortuna (2010)

### Live-action
- With Friends Like These - Jess (Aflevering 5.)
- Once a Loser (korte film uit 2013) - Koffie Mevrouw